# Championnats d'Afrique de trampoline 2024
Navigation
Marrakech 2023
Les championnats d'Afrique de trampoline 2024 se déroulent du 10 au 11 mai 2024 à Bizerte, en Tunisie.

## Médaillés seniors
| Épreuves               | Or                                                                 | Argent                                                                          | Bronze                                                                                    |
| ---------------------- | ------------------------------------------------------------------ | ------------------------------------------------------------------------------- | ----------------------------------------------------------------------------------------- |
| Hommes                 |                                                                    |                                                                                 |                                                                                           |
| Trampoline individuel  | Seifeldeen Ismael                                                  | Jordan Booysen                                                                  | Ayoub Ben Yakhlef                                                                         |
| Trampoline synchronisé | Égypte- Seifeldeen Ismael - Ramez Sobhy                            | Algérie- Sadjed Bouchama - Mohamed Abderrahim M'hamedi                          | Tunisie- Ayoub Ben Yakhlef - Fadi Ahmed                                                   |
| Trampoline par équipes | Égypte- Omar Zayed - Omar Shafik - Ramez Sobhy - Seifeldeen Ismail | Tunisie- Ayoub Ben Yakhlef - Fadi Ahmed - Mohamed Amine Labidi - Rayen Magdouli | Algérie- Abdelkader Sabour - Redha Messatfa - Noureddine-Younes Belkhir - Abdennour Anneg |
| Femmes                 |                                                                    |                                                                                 |                                                                                           |
| Trampoline individuel  | Malak Hamza                                                        | Carane van Zyl                                                                  | Ashrakat Ismail                                                                           |
| Trampoline synchronisé | Égypte- Malak Hamza - Ashrakat Ismail                              | Tunisie- Islem Soussi - Nesrine Fadhlaoui                                       | Non attribuée                                                                             |
| Trampoline par équipes | Tunisie- Ela Abbassi - Islem Soussi - Nesrine Fadhlaoui            | Non attribuée                                                                   | Non attribuée                                                                             |

## Médaillés juniors
| Épreuves               | Or                                                                    | Argent                                                           | Bronze                                |
| ---------------------- | --------------------------------------------------------------------- | ---------------------------------------------------------------- | ------------------------------------- |
| Hommes                 |                                                                       |                                                                  |                                       |
| Trampoline individuel  | Omar Farag                                                            | Hicham Bentaib                                                   | Ahmed Elshorbagy                      |
| Trampoline synchronisé | Égypte- Mohamed Shahin - Omar Farag                                   | Tunisie- Mustapha Garmazi - Omar Jouini                          | Non attribuée                         |
| Trampoline par équipes | Égypte- Ahmed Elshorbagy - Ismail Daw - Mohamed Shahin - Omar Farag   | Tunisie- Ayoub Nmiri - Mustapha Garmazi - Omar Jouini            | Non attribuée                         |
| Femmes                 |                                                                       |                                                                  |                                       |
| Trampoline individuel  | Jessica Blaauw                                                        | Lamar Shoeb                                                      | Galya Bitrou                          |
| Trampoline synchronisé | Égypte- Saja Abdelhamid - Khadija Mohamed                             | Namibie- Jessica Blaauw - Hannah Dunaiski                        | Tunisie- Mariem Touzri - Galya Bitrou |
| Trampoline par équipes | Égypte- Iten Abdeen - Khadija Mohamed - Lamar Shoeb - Saja Abdelhamid | Tunisie- Galya Bitrou - Kmar Keskes - Mariem Touzri - Roua Nouri | Non attribuée                         |